# 港区立高陵中学校
港区立高陵中学校（みなとくりつこうりょうちゅうがっこう）は、東京都港区西麻布四丁目にある公立中学校である。

## 概要
1951年（昭和26年）創立。1952年に杉山金太郎からの土地の譲渡を受け現在地に存在する。港区内では青山中学校や六本木中学校等が近隣にあたる。学校選択制前の従来の通学区域として笄小学校に南山小学校、本村小学校のほか、青南小学校の一部があたる。
学力向上に取り組み、土曜日には大手進学塾と提携しての講義を受講でき、主要科目での習熟度別授業や少人数授業などを実施している。部活動加入率は9割を超えており、ほとんどの生徒が参加している。
学校向かいは広尾ガーデンヒルズになり、近隣の日赤通り商店街からは高樹町交差点及び骨董通り界隈に接続する。周囲に日本赤十字社医療センター、東京女学館中学校・高等学校、若葉会幼稚園などが立地する環境にある。

## 沿革
出典：
- 1951年（昭和26年）4月6日 - 港区立南山小学校にて港区高陵中学校として開校。
- 1952年（昭和27年）9月6日 - 杉山金太郎からの譲渡を受け、港区麻布笄町177番地（現在地）に移転。
- 1953年（昭和28年）6月25日 - 増築校舎竣工。
- 1954年（昭和29年）11月13日 - 東京都教育委員会指定、特別教育活動研究発表。
- 1955年（昭和30年）3月1日 - 第2期増築校舎竣工。
- 1957年（昭和32年）11月8日 - 文部省実験学校研究発表。
- 1958年（昭和33年）10月17日 - 体育館工事竣工。
- 1960年（昭和35年）
  - 2月12日 - 港区教育委員会指定研究発表。
  - 3月1日 - 鉄筋コンクリート造校舎竣工。
- 1967年（昭和42年）1月1日 - 住居表示変更により、住所が西麻布4丁目14-8になる。
- 1971年（昭和46年）6月19日 - 改築校舎竣工。
- 1978年（昭和53年）3月25日 - 学校緑化推進モデル校指定。
- 1982年（昭和57年）11月18日 - 東京都教育委員会、東京都学校安全努力校表彰。
- 1985年（昭和60年）11月7日 - 東京都港区研究協力校研究発表。
- 1992年（平成4年）2月7日 - 東京都港区研究奨励校研究発表。
- 1996年（平成8年）11月18日 - 東京都港区研究奨励校。
- 1997年（平成9年）
  - 4月1日 - 東京都ボランティア活動協力校。
  - 6月10日 - スクールカウンセラー活用調査研究校。
- 2002年（平成14年）2月15日 - 港区教育委員会研究奨励校研究発表。
- 2007年（平成19年）10月1日 - 校舎新築工事のため、南麻布の仮校舎に移転。
- 2010年（平成22年）2月1日 - 現在の西麻布四丁目の新校舎へ移転。
- 2012年（平成24年）2月3日 - 港区教育委員会研究奨励校研究発表。
- 2023年（令和5年）1月 - 保健体育科 産婦人科医と連携した性教育の授業指定校となる[2]。

## 教育方針
教育目標
「深く考え、進んで行動する」「責任を重んじ、規律正しく行動する」「心身を鍛え、情操を豊かにする」
生徒数と教員数
| 年度     | 生徒総数 | 1年生 | 2年生 | 3年生 | 教員数 | 職員数 |
| -------- | -------- | ----- | ----- | ----- | ------ | ------ |
| 平成23年 | 269人    | 97人  | 101人 | 71人  | 19人   | 5人    |
| 平成24年 | 300人    | 105人 | 96人  | 99人  | 20人   | 5人    |
| 平成25年 | 278人    | 76人  | 105人 | 97人  | 20人   | 5人    |
| 平成26年 | 244人    | 61人  | 76人  | 107人 | 19人   | 5人    |
| 平成27年 | 198人    | 62人  | 58人  | 78人  | 16人   | 5人    |
| 平成28年 | 193人    | 73人  | 63人  | 57人  | 18人   | 6人    |
| 平成29年 | 215人    | 73人  | 75人  | 67人  | 17人   | 5人    |
| 平成30年 | 222人    | 75人  | 75人  | 72人  | 16人   | 5人    |
| 令和元年 | 237人    | 86人  | 79人  | 72人  | 17人   | 5人    |
| 令和2年  | 268人    | 99人  | 90人  | 79人  | 18人   | 6人    |
| 令和3年  | 288人    | 99人  | 97人  | 92人  | 19人   | 6人    |
| 令和4年  | 268人    | 70人  | 99人  | 99人  | 18人   | 2人    |
| 令和5年  | 247人    | 76人  | 71人  | 100人 | 18人   | 2人    |

## 通学区域
住所別通学区域
| 南麻布 一丁目      | 南麻布 二丁目 | 南麻布 三丁目 | 南麻布 四丁目 | 南麻布 五丁目 | 元麻布 一丁目 | 元麻布 二丁目         | 元麻布 三丁目 | 西麻布 一丁目 | 西麻布 二丁目      | 西麻布 三丁目 - 四丁目 | 六本木 七丁目 |
| ------------------ | ------------- | ------------- | ------------- | ------------- | ------------- | --------------------- | ------------- | ------------- | ------------------ | ---------------------- | ------------- |
| 1番、2番 25 - 27番 | 1番、9番 14番 | 1 - 21番      | 1 - 12番      | 全域          | 5番           | 1 - 4番 7 - 10番 14番 | 4番           | 全域          | 1 - 17番 20 - 26番 | 全域                   | 23番          |

## 交通
鉄道
- 東京メトロ日比谷線 - 広尾駅より徒歩7分。

## 関係者
卒業者・出身者
- デヴィ夫人 - 1955年卒（第二期卒）、タレント、スカルノ大統領夫人
- 油井雄二 - 1964年卒、成城大学学長
- 古田たかし - 1974年卒、ドラマー
- 坂上味和 - 1977年卒、女優
- 宮代大聖 - 2016年卒、サッカー選手[5]